# Regne d'Akure
El regne d'Akure és un estat tradicional amb seu a Akure, a l'estat d'Ondo, a Nigèria. És el successor de una antiga ciutat estat ioruba. El governant porta el títol "Deji de Akure".
Adebiyi Adegboye Adesida Afunbiowo II va ser escollit com el 46è governant tradicional d'Akure el 13 August 2010 i el governador estatal Olusegun Mimiko tot seguit el va nomenar, però va morir al cap de tres anys i mig el 1 de desembre de 2013, i la seva filla la princesa Omoba Adetutu nee Ojie va ser escollida regent fins a l'elecció de nou rei; finalment aquest fou escollit el 7 de juny de 2015 en la persona de Kole Patrick Aladetoyinbo, fill del rei difunt

## Ubicació
Akure es troba al sud-oest de Nigèria. El clima és calent i humit, influït per pluja de monsó del sud-oest que porten vents de l'oceà i vents secs del nord-oest del desert del Sàhara. L'estació plujosa dura d'abril a octubre, amb pluviositat d'aproximadament 1524 mm per any. Les temperatures varien de 28oC a 31oC amb humitat relativa anual d'aproximadament 80%.
L'àrea ha estat poblada molt de temps.
Esquelets humans datats al desè mil·lenni aC han estat trobats en un lloc d'enterrament a Iwo Eleru, prop d'Akure.
Roques gravades que daten del Mesolitic període, ha estat descobert en els afores de Akure a Igbara-Oke, va declarar un monument nacional el 13 de #marzo de 1963.

## Fundació
La tradició oral declara que Akure va ser fundada per un príncep anomenat Omoremi, fill de Ekun i net d' Oduduwa Omoluabi, el progenitor reial dels iorubes. El príncep va deixar Ile-Ife, el regne del seu avi, en recerca d'un lloc per establir-se després de passar una estricta prova avalada pel mateix Oduduwa. Aquesta prova va ser mantenir-se en solitud per aproximadament nou dies i és encara anualment commemorada a Akure avui dia pel rei reinant de la ciutat durant una cerimònia coneguda com a 'Oba wo ilesunta'. Al punt on el príncep i el seu grup van arribar a la ubicació exacta de la ciutat moderna, la corda que aguanta els pesats grans reials al seu coll es diu que es va trencar, i això va causar que la gent que l'acompanyava exclamés "Àkún rę" (o 'Els grans s'han trencat), i aquest fou més tardà el nom del poblament que van establir en el lloc. Amb el temps, la frase es va modificar pel seu ús constant i va acabar per esdevenir Akure.
Omoremi es diu que es dedicava a la cacera amb els seus companys durant el seu camí des de Ile Ife. Va arribar a Akure i va ser proclamat la 'Persona que caçava i va arribar amb la reialesa', o en llengua ioruba Asodeboyede. Al principi, els reis d'Akure que descendien d'ell van ser anomenats Ajapada. El títol Deji d'Akure va començar amb Oba Arakale, el pare del qual va agafar la filla d'Oba Atakumosa, el Owa (rei) d'Ijeshaland com una de les seves mullers mentre aquest darrer anava camí de Benín en pelegrinatge. Al cap d'un temps Oba Atakumosa va retornar cap a Ilesha; la seva filla (Owawejokun) hi havia donat naixement a un fill. Mentre altres dignitaris va donar a la criatura regals comuns, Oba Atakumosa es diu que es va presentar al seu net amb una diadema petita o corona reial, Owafadeji, i aquest va esdevenir el renom del jove príncep, i quan va assolir l'edat adulta va esdevenir el seu nom de facto. Quan Owafa'Deji va esdevenir Oba, el nom va assumir una importància de títol a causa de la importància que va tenir el seu regnat i els subsegüents Obes o reis van assumir el títol que a l'era moderna formalment ha fet de Deji el títol oficial dels Obes d'Akure. Tanmateix, el títol original d'Ajapada ha quedat com una part significativa del cerimonial de l'actualitat.

## Història
El Palau de l'Oba en el centre de la ciutat va ser construït el 1150.
Durant la seva llarga història, la ciutat estat d'Akure fou a vegades independents, i a vegades va estar subjecte a altres estats.
Hi ha un apreciable població d'origen bini. Akure era la base principal pel comerç de Benín a l'àrea, i als temps sembla que va ser considerada dins de la frontera occidental de Benín.
L'historiador de Benín Egharevba refereix la supressió de la resistència de la "rebel Akure" durant el regnat d'Oba Ewuare de Benín (1440–1473), tot i que es va permetre al re seguir governant com a sobirà nominal. Una altra rebel·lió és enregistrada un segle més tard durant el regnat d'Oba Ehengbuda de Benín.
Akure va recuperar la independència a començaments del segle xix, però al voltant de 1818 fou reconquerida per forces de Benín i el Deji va ser executat.
Després de 1854, Akure i altres ciutats ekiti van passar a mans d'Ibadan, domini que va persistir fins a una rebel·lió el 1876 seguida per un prolongada guerra entre els estats iorubes. Akure va estar en guerra contra el regne Ekiti d'Ise per l'afer anomenat Omodidun-Aseuke: el 1874 un home d'Akure, Omodidun, va fugir amb Aseuke, nativa d'Ise i esposa del Deji d'Akure i es van amagar a Ise. El deji d'Akure va llençar un ultimàtum al rei Arinjale d'Ise exigint l'extradició d'Omodidun i Aseuke però Arinjale s'hi va negar, provocant l'anomenada Guerra d'Ise, que va durar dos anys. L'aliança Igbo-Alahun (formada pels regnes d'Ilesa, Akure, Ita-Ogbolu, Emure i Ado) va combatre contra Ise en tots els fronts. Aduloju d'Ado, el més vell de tots els caps militars fou nomenat gran comandant aliat. Ise, amb bones muralles, va resistir. Ibadan a més va enviar un exèrcit en suport d'Ise i les forces aliades es van retirar abans de la seva arribada per reprendre les hostilitats quan van marxa. Finalment la resistència d'Ise fou trencada i les forces aliades van entrar a la ciutat, la van saquejar i cremar i van fer esclaus als seus habitants.
Cap al final del segle xix els britànics basats en la seva Colònia de Lagos havien establert un protectorat sobre l'àrea, tot i que van governar a través d' "administracions" natives.
Els britànics buscaven combinar els regnes Ekiti de la regió en una unitat administrativa única, en contra de l'opiniós dels ekitis que preferien l'autonomia local. El 1899 Ekiti i Ilesha van formar la divisió nord-oriental del protectorat. El 1915, Ekiti, Owo i Ondo va ser reunits per formar la província d'Ondo amb seu a Akure.
La província d'Ondo més tard va esdevenir part de l'Estat Occidental (o Regió Occidental). El 1976 es va formar l'estat d'Ondo i el 1996 l'estat d'Ekiti es va segregar de l'estat d'Ondo. Akure va restar capital d'Ondo.
La monarquia va continuar en funcions cerimonials. La mort l'octubre de 1999 de Oba Ataiyese Adebobajo Adesida IV va iniciar una perllongada disputa sobre la successió, finalment resolt amb el nomenament d' Oba Oluwadamilare Adesina el 2005.
Oba Oluwadamilare fou deposat pel governador de l'estat el 10 de juny de 2010 per "fets sacrilegs" (va pegar a la seva ex dona) i Adebiyi Adegboye Adesida Afunbiowo II va ser escollit com a nou Deji d'Akure el 13 August 2010. A la seva mort el 1 de desembre de 2013 la seva filla Omoba Adetutu, va ser nomenada princesa regent. Finalment el 7 de juny de 2015 fou escollit com a nou rei el germà de la regent, Kole Patrick Aladetoyinbo.

## Estructura
El rei d'Akure és conegut com el Deji d'Akure i està ajudat per sis alts caps o Iwarefa en el seu domini. El tòtem d'Akure és el Lleopard i el pare d' Omoremi, Omoluabi, fou anomenat Ekun (això era el seu nom de regnat). És per aquesta raó que cada descendent del clan Akure ha estat anomenat per la gent de fora com Omo Ekun durant el recit de la seva poesia d'elogi o, alternativament, com 'Omo Akure Oloyemekun', ja que Omoremi es diu que va estar un temps a Igbo Ooye abans d'arribar a la regió d'Akure.
Hi ha diverses cases governantes i reials d'Akure, incloent la casa governant d'Osupa que inclou la casa reial Odudun; i la casa governant d'Ojijigogun que inclou les cases reials Faturoti, Adesida i Arosoye.
Després de la mort o deposició d'un Oba, una princesa regent és nomenada, per supervisar el dia a dia de l'administració del regne mentre els ''kingmakers'' (electors) seleccionen al següent Oba d'una de les cases reials.
Tot i que el Oba s'ha reubicat a un palau més modern, l'edifici vell de 1150 és encara utilitzat per totes les cerimònies.
El lloc té més de 15 patis, cadascun tenint el seu propòsit únic. Ua nla, Ua Ibura, Ua jemifohun, Ua Ikomo són alguns dels noms dels patis.
Per exemple, al Ua ubura pati, es prenen els juraments, i al ua Ikomo és utilitzat per anunciar cerimònies.
Hi ha dos altres comunitats constituents amb els seus caps separats i tradicions dins del modern regne d'Akure. La més prominent d'aquest parell és la d'Isikan mentre la segona és la d'Isolo. El Baale d'Isikan és conegut com el Iralepo mentre el Baale d'Isolo és conegut com l'Osolo d'Isolo. En els vells temps aquests eren dues ciutats separades, però van ser reunides sota el control nominal de Akure arran d'un nombre de guerres. Altres ciutats properes inclouen Ilara, Igbaraoke, Iju, Itaogbolu, Idanre, Owo, Ikere i Ondo.

## Governants
En temps recents, els governants han inclòs:
| Inici | Final         | Governant                                      |
| ----- | ------------- | ---------------------------------------------- |
| 1882  |               | Odundun                                        |
| 1889  |               | Arosoye                                        |
| 1897  | 1957          | Adesida Afunbiowo I 41è Deji de Akure (+ 1957) |
| 1957  | Desembre 1973 | Agunsoye Ademuwagun Adesida II                 |
| 1975  | 1991          | Otutubiosun Adelegan Adesida III               |
| 1991  | Octubre 1999  | Ataiyese Adebobajo Adesida IV                  |
| 1999  | 2005          | Regent: Adebobajo Adesida la 1a filla d'IV     |
| 2005  | 2010          | Oluwadare Adesina Adepoju, Osupa III           |
| 2010  | 2013          | Adebiyi Adegboye Adesida Afunbiowo II          |
| 2013  | 2015          | Regent: Princess Adetutu Adesida-Ojei          |
| 2015  | Present       | Aladetoyinbo Ogunlade Aladelusi Odundun II     |